# Onder Ons (Ziekenzorg CM)
Onder Ons was een Nederlandstalig Belgisch tijdschrift dat werd uitgegeven door de Landsbond der Christelijke Mutualiteiten. Het tijdschrift bestond van 1949 tot en met 2007 en richtte zich op chronisch zieken en zorgkundig personeel.

## Geschiedenis
De Landsbond der Christelijke Mutualiteiten (LCM) of Christelijke Mutualiteit (CM) is een Belgische ziekenfondsorganisatie die gezondheidszorgverzekering en aanvullende gezondheidsdiensten aanbiedt aan haar leden. Het is een van de verschillende mutualiteiten in België en is historisch verbonden met de katholieke kerk, hoewel ze tegenwoordig openstaat voor leden van alle geloofsovertuigingen. De CM biedt financiële ondersteuning en toegang tot medische zorg, en organiseert ook gezondheidsbevorderende activiteiten en diensten voor haar leden. Een onderdeel van de organisatie betreft Ziekenzorg CM (sinds 2016 onder de naam Samana) en heeft als doelstelling de weerbaarheid van de chronisch zieke en zorgbehoevende mensen en hun mantelzorgers te versterken.
Onder Ons was een van de vele publicaties van Ziekenzorg CM. Het bood inlichtingen en voorlichting en behartigde de belangen van langdurig zieken. Doorheen de jaren wijzigde de ondertitel van ‘Sociaal ziekenorgaan van de kristelijke mutualiteiten’ in 1949 naar ‘Orgaan van de mutualistische gemeenschap van en voor zieken’ in 1956, naar ‘Tweemaandelijks orgaan van de mutualistische gemeenschap van zieken en gezonden’ in 1960, naar ‘Tweemaandelijks orgaan van de mutualistische gemeenschap voor het welzijn der zieken’ in 1964, naar ‘Tweemaandelijks tijdschrift voor zieken en gehandicapten’ in 1968, naar ‘Tweemaandelijks tijdschrift van Ziekenzorg’ in 1973, naar ‘Maandblad van Ziekenzorg’ in 1974, naar ‘Maandblad van Ziekenzorg CM’ in 1990 en uiteindelijk naar ‘Magazine van Ziekenzorg CM’ in 1994.
Onder Ons begon als een tweemaandelijkse periodiek en werd vanaf 1974 tien keer per jaar uitgegeven. Vanaf 2008 werden Onder Ons en Sonate, gericht op mantelzorgers, samengevoegd tot een nieuw tijdschrift Maczima. In 2017 werd dit tijdschrift hernoemd tot Samana Magazine, waarbij het zijn missie voortzette om de doelgroep te informeren en te ondersteunen in diens uitdagingen.

## Inhoud
De nummers vanaf 2002 openden met een redactioneel van de voorzitter van Ziekenzorg CM. Ze bevatten een dossier gewijd aan uitgebreide artikelen en rapportages over onderwerpen zoals thuislozen, borstkanker, ouderenzorg, dementie en euthanasie. Een telkens wisselende getuige verzorgde een column. In de rubriek ‘Bijzondere dokters’ kreeg de lezer een inkijk in bijzondere praktijken, zoals artsen in de gevangenis, op een cruiseschip of bij een wielerploeg. Er was aandacht voor toeristische en culturele activiteiten, een culinaire bijdrage van verschillende chef-koks die een gezond recept deelden, boekrecensies, een kruiswoordraadsel en de zoekertjespagina Het Ei van Columbus.

## Oplage
De oplage van Onder Ons bleef tussen 1991 en het stopzetten in 2007 stabiel rond de 45.000 exemplaren.